# Hansakatastrofen

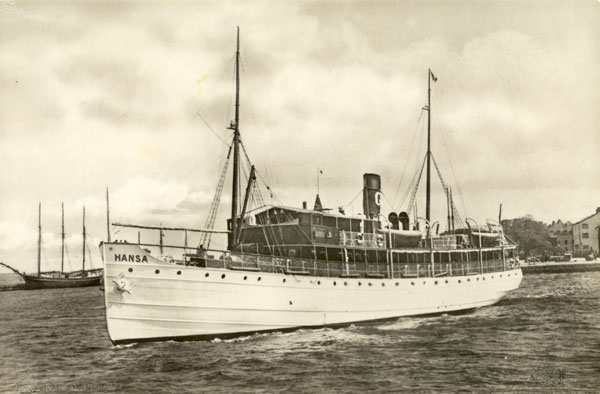
S/S Hansa

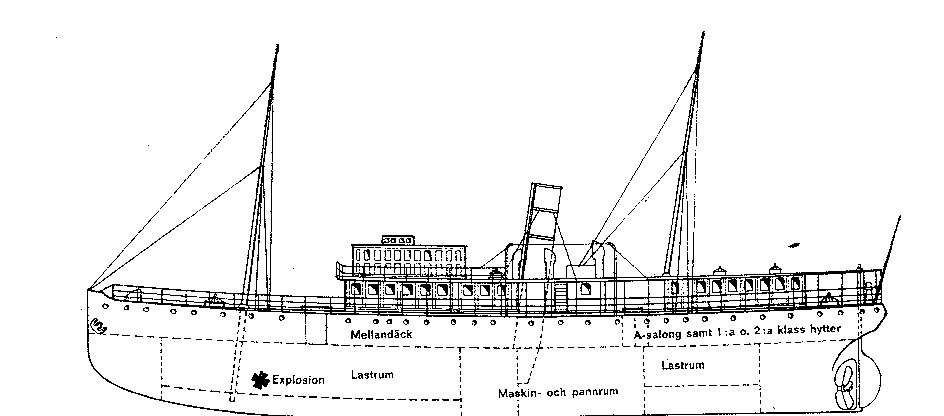
Ritning av S/S Hansa. På skrovet visas med ett kryss var torpeden träffade.

Hansakatastrofen inträffade omkring klockan 06:00 den 24 november 1944, då den gotländska passagerarbåten S/S Hansa träffades av en sovjetisk torped från ubåten L-21 och sjönk cirka 44 kilometer norr om Visby. Av de 86 ombordvarande (63 passagerare och 23 besättningsmän) omkom 84. Katastrofen var den största inom svensk sjöhistoria sedan 1600-talet fram till Estoniakatastrofen 1994.

## Olyckan
På olycksmorgonen var Hansa på väg från Nynäshamn till Visby och väntades vara framme runt 7:30. Ett par timmar senare hade fartyget fortfarande inte anlöpt hamnen och man hade dessutom inte någon radiokontakt med Hansa och Marinen bad därför klockan 11:15 passagerarflygplanet Örnen att spana på sin tur från Bromma till Visby. Örnens kapten Torsten Jockum Boltenstern (född 1913) fick vid lågflygning klockan 12:10 syn på en räddningsflotte med två personer ombord. Med hjälp av pejling utförd av planet och beräkningar av Hansas hastighet skickades räddningsfartyg till positionen nord 58 grader 02 minuter ost 18 grader 10 minuter. Klockan 13:55 påträffades de båda överlevande på platsen. Positionen fastställdes senare som ungefärlig förlisningsplats för Hansa. Vraket efter Hansa påträffades dock inte förrän 1988.

## Efterspel
På kvällen den 24 november ställdes samtliga offentliga tillställningar på ön in, bland annat biograferna. En minnesstund hölls också i Visby domkyrka där biskop Torsten Ysander bland annat sa "Hela vår ö känner smärta inför den katastrof som i dag före gryningen drabbat vår sjöförbindelse med fastlandet och som bragt outsäglig smärta i så många gotländska hem". Den 27 november hölls minnesgudstjänst i domkyrkan med cirka 2000 deltagande. En kransnedläggning på den plats där Hansa förlist hade planerats till den 2 december men på grund av dåligt väder fick även denna hållas i domkyrkan. På årsdagen av katastrofen 1950 sattes en minnestavla med namnen på de 84 omkomna upp i domkyrkan. På 60-årsdagen av olyckan anordnades en ny kransnedläggning ombord på M/S Visby (2000), närvarande var bland andra kyrkoherde Lennart Kinnander och biskop Lennart Koskinen. Av de 62 omkomna passagerarna var fler än hälften militärer. Bland de omkomna fanns den gotländska musikern Göran Ringboms far och den yngsta var sexåriga Britt Karlsson.
Initialt spekulerades det om att en drivande mina skulle vara orsaken.
Katastrofen fick även Gotlands två riksdagsmän, Gustaf Svedman och Karl Söderdahl, att framställa interpellationer till statsminister Per Albin Hansson den 29 november. Söderdahl ville bland annat veta varför den eskort av krigsfartyg som Gotlandsbåtarna tidigare haft upphört och om staten på något sätt kunde ge ekonomisk hjälp till de omkomnas familjer. På den första av frågorna svarade statsministern att den eskort som Gotlandsbåtarna haft under andra halvan av 1942 dragits in då ubåtverksamheten i Östersjön minskat.
Handlingar från den hemliga delen av Justitiekanslerämbetets utredning visar att det uttalandet var en ren lögn.[källa behövs] Den verkliga orsaken bestod av två delar: I Sverige rådde bränslebrist vilket gjorde att marinen inte hade råd att köra med sina fartyg i den utsträckning som kanske borde ha behövts. Den andra delen var internationella bestämmelser om att fartyg från neutral nation inte fick bära vapen. Därav framgick att fartyg från neutral nation inte heller fick eskorteras eftersom en eskortering kunde betraktas som en viss beväpning. Eskorteringar utfördes ändå av svenska fartyg eftersom Sverige hade ett handelsavtal med Tyskland om bland annat leverans av järnmalm.

## Utredningen
Den 1 december 1944 tillsattes en kommission för att utreda förlisningen. Bland de frågor man ville ha svar på fanns den om den explosiva last som Hansa hade ombord hade orsakat eller påverkat katastrofen. Det hade kommit till känna att Hansa hade haft nästan 2 500 kg av sprängämnet nitrolit ombord medan den tillåtna högsta mängden var 500 kg. Kommissionen kom dock fram till att lasten varken påverkat eller orsakat den explosion man efter vittnesmål visste ägde rum kort innan förlisningen. Vidare kom kommissionen fram till att explosionen inträffat på babord sida mellan förmasten och kommandobryggan cirka en meter under vattenlinjen. Man kom även fram till att Hansa hade torpederats av ett fartyg av okänd nationalitet, efter att man genomfört metallografiska undersökningar av 93 av de 106 splitter man påträffat.
Den 6 december påträffade man väggklockan från Hansas radiohytt som hade stannat på klockan 05.57. Kommissionen fastställde därför att Hansa hade förlist runt klockan 05.57 på morgonen den 24 november. Under kommissionens utredning undersöktes totalt 1 300 vrakdelar från Hansa.
Nationaliteten på det fartyg som sänkt Hansa förblev okänt i ungefär 20 år innan den tyske sjöhistorikern Jürgen Rohwer publicerade sina resultat. Med hjälp av ryska och tyska källor hade Rohwer kunnat fastställa vad som hänt med 23 svenska fartyg som förlist under andra världskriget. Slutsatsen var att Hansa inte hade torpederats av tyskarna. Därmed pekades ryssarna och den ryska ubåten K-51 ut genom omfattande artiklar i Dagens Nyheter den 7 februari 1964. 
1992 avslöjade riksradions Roger Bengtsson och Gotlands Allehandas Jurgen von Zweigbergk i boken Den torpederade gotlandsbåten Hansa - människor, minnen, mysterier att Hansa hade sänkts av den sovjetiska ubåten L-21 under befäl av kaptenen av tredje rangen Sergej Sergejevitj Mogilevskij. Bengtsson och von Zweigbergk hade via ryska generalstaben fått kopior av fartygets däcksloggbok, krigsdagbok samt fartygschefens expeditionsrapport. Av däcksloggboken framgår att torpederingen skedde klockan 08.00.